# Brinkley, Cambridgeshire
Brinkley är en ort och civil parish i Storbritannien.   Den ligger i distriktet East Cambridgeshire, grevskapet Cambridgeshire och riksdelen England, i den sydöstra delen av landet, 80 km norr om huvudstaden London. Brinkley ligger 115 meter över havet och antalet invånare är 391.
Terrängen runt Brinkley är huvudsakligen platt. Brinkley ligger uppe på en höjd. Runt Brinkley är det ganska tätbefolkat, med 149 invånare per kvadratkilometer. Närmaste större samhälle är Cambridge, 18,4 km väster om Brinkley. Trakten runt Brinkley består till största delen av jordbruksmark.